# Al-Kallabat
Al-Kallabat – wieś we wschodnim Sudanie, w wilajecie Al-Kadarif, położona przy granicy etiopsko-sudańskiej, naprzeciw miasta Metemma.
W marcu 1899 roku w pobliżu wsi rozegrała się bitwa pomiędzy wojskami etiopskimi a oddziałami sudańskimi.
Al-Kallabat jest ośrodkiem produkcji wełny i wosku pszczelego.